# Alfred Kinsey
Alfred Charles Kinsey, ameriški biolog in psiholog, profesor entomologije in zoologije, * 23. junij 1894, Hoboken, New Jersey, Združene države Amerike, † 25. avgust 1956, Bloomington, Indiana.
Kinsey je odraščal v predani metodistični družini. Na zahtevo očeta je vpisal študij inženirstva na Stevensonovem tehnološkem inštitutu v Hobokenu, kjer je ta predaval, vendar je študij po dveh letih prekinil in pričel študirati biologijo. Leta 1916 je z odliko diplomiral iz biologije in psihologije ter se posvetil entomologiji. Kmalu pa ga je prevzelo zanimanje za človeško spolnost. Leta 1947 je na univerzi v Indiani ustanovil inštitut za raziskovanje spolnosti, socioloških vidikov spola in razmnoževanja, ki se danes imenuje The Kinsey Institute for Research in Sex, Gender and Reproduction. Kinseyjevo raziskovalno delo na področju človeške spolnosti je globoko vplivalo na družbene in kulturne predstave v ZDA in po svetu. En pomembnejših prispevkov v svetu seksologije je Kinseyjeva lestvica, ki se še danes uporablja in je del temeljnega sociološkega poučevanja.
Kinsey je bil biseksualec in se je v mladosti sramoval svojih čustev do moških. Z ženo sta imela odprto razmerje in Kinsey je imel številne moške ljubimce.

## Izbrana dela
- Spolno vedenje pri moškem (Sexual Behavior in The Human Male), 1948
- Spolno vedenje pri ženski (Sexual Behavior in The Human Female), 1953